# Juan García Rodríguez
Juan de la Caridad García Rodríguez (ur. 11 lipca 1948 w Camagüey) – kubański duchowny rzymskokatolicki, biskup pomocniczy Camagüey w latach 1997–2002, arcybiskup metropolita Camagüey w latach 2002–2016, arcybiskup metropolita hawański od 2016, kardynał od 2019.

## Życiorys
Święcenia kapłańskie otrzymał 25 stycznia 1972. Był m.in. wikariuszem rejonu Ciego-Morón i proboszczem we Floridzie. Założył także szkołę dla misjonarzy z diecezji Camagüey.
15 marca 1997 papież Jan Paweł II mianował go biskupem pomocniczym archidiecezji Camagüey, ze stolicą tytularną Gummi in Proconsulari. Sakry biskupiej udzielił mu 7 lipca 1997 ówczesny biskup Camagüey – Adolfo Rodríguez Herrera, współkonsekratorami byli biskupi Mario Eusebio Mestril Vega oraz Emilio Aranguren Echeverría.
10 czerwca 2002 został arcybiskupem metropolitą archidiecezji Camagüey. W latach 2007–2009 był przewodniczącym Konferencji Episkopatu Kuby.
26 kwietnia 2016 papież Franciszek mianował go arcybiskupem metropolitą hawańskim.
1 września 2019 podczas modlitwy Anioł Pański papież Franciszek ogłosił, że mianował go kardynałem. Na konsystorzu 5 października 2019 został kreowany kardynałem prezbiterem, z tytułem Santi Aquila e Priscilla. Brał udział w konklawe 2025, które wybrało papieża Leona XIV.